# Нейкьовец
Нейкьовец е село в Западна България. То се намира в община Ихтиман, Софийска област.

## География
Село Нейкьовец се намира в планински район.